# アイパターン

良好なアイパターンの例。時間ごとにバイナリレベルの変化（000、001、010、011、100、101、110、111）を重ね合わせている。

アイパターン (eye pattern、アイダイアグラム、eye diagram）は、信号波形の遷移を多数サンプリングし、重ね合わせてグラフィカルに表示したものである。
パターンを組み合わせた表示がeye（アイ、英語で目）に見える事から、アイパターンと呼ばれるようになった。
波形が同じ位置(タイミング・電圧)で複数重ね合っていれば、品質の良い波形であり、「アイが開いている」と言う。逆に、波形の位置(タイミング・電圧)がずれている場合は、品質の悪い波形であり、ジッターが悪くなる。
アイパターンを確認することにより、縦の高さや横の幅からタイミングマージンや電圧マージンを一度に評価できる。
| 測定の例 比較的品質の良い波形のアイパターン（左）と、品質の悪い波形のアイパターン（右）。 |  | 測定の例 比較的品質の良い波形のアイパターン（左）と、品質の悪い波形のアイパターン（右）。 |
| 測定の例 比較的品質の良い波形のアイパターン（左）と、品質の悪い波形のアイパターン（右）。 |  |                                                                                           |

## 観測方法
オシロスコープに観測したいデジタルデータ信号を入力する。このとき、トリガはデジタルデータ信号ではなく、クロック信号でおこなう。
観測対象がケーブルなどである場合、観測対象にネットワーク・アナライザ_(高周波回路)を接続し、逆フーリエ変換して観測する。
このとき、ケーブルに入力される信号はネットワーク・アナライザから供給される。高速デジタル伝送用ケーブル等の品質・性能を測定する際に使用される。